# Tournoi de tennis de Mahwah
Le tournoi de Mahwah (États-Unis) est un tournoi de tennis féminin du circuit professionnel WTA.
La dernière édition de l'épreuve date de 1989.
Avec trois succès, Steffi Graf détient le record de victoires en simple.

## Palmarès

### Simple
| No | Date       | Nom et lieu du tournoi               | Catégorie | Dotation  | Surface    | Vainqueure          | Finaliste          | Score         |         |
| -- | ---------- | ------------------------------------ | --------- | --------- | ---------- | ------------------- | ------------------ | ------------- | ------- |
| 1  | 21-08-1978 | Bergen County Classic, Mahwah        |           | 75 000 $  | Dur (ext.) | Virginia Wade       | Kerry Reid         | 1-6, 6-1, 6-4 | Tableau |
| 2  | 20-08-1979 | Volvo Tennis Cup, Mahwah             |           | 75 000 $  | Dur (ext.) | Chris Evert         | Tracy Austin       | 6-7, 6-4, 6-1 | Tableau |
| 3  | 18-08-1980 | Volvo Women's Cup, Mahwah            |           | 100 000 $ | Dur (ext.) | Hana Mandlíková     | Andrea Jaeger      | 6-7, 6-2, 6-2 | Tableau |
| 4  | 24-08-1981 | Volvo Tennis Cup, Mahwah             |           | 100 000 $ | Dur (ext.) | Hana Mandlíková     | Pam Casale         | 6-2, 6-2      | Tableau |
| 5  | 23-08-1982 | Volvo Tennis Cup, Mahwah             | Series 3  | 100 000 $ | Dur (ext.) | Leigh-Anne Thompson | Bettina Bunge      | 7-6, 6-3      | Tableau |
| 6  | 22-08-1983 | Virginia Slims of New Jersey, Mahwah |           | 125 000 $ | Dur (ext.) | Jo Durie            | Hana Mandlíková    | 2-6, 7-5, 6-4 | Tableau |
| 7  | 13-08-1984 | United Jersey Bank, Mahwah           |           | 150 000 $ | Dur (ext.) | Martina Navrátilová | Pam Shriver        | 6-4, 4-6, 7-5 | Tableau |
| 8  | 12-08-1985 | United Jersey Bank Classic, Mahwah   |           | 150 000 $ | Dur (ext.) | Kathy Rinaldi       | Steffi Graf        | 6-4, 3-6, 6-4 | Tableau |
| 9  | 18-08-1986 | United Jersey Bank Classic, Mahwah   |           | 150 000 $ | Dur (ext.) | Steffi Graf         | Molly Van Nostrand | 7-5, 6-1      | Tableau |
| 10 | 24-08-1987 | United Jersey Bank Classic, Mahwah   |           | 150 000 $ | Dur (ext.) | Manuela Maleeva     | Sylvia Hanika      | 1-6, 6-4, 6-1 | Tableau |
| 11 | 22-08-1988 | United Jersey Bank Classic, Mahwah   | Tier IV   | 200 000 $ | Dur (ext.) | Steffi Graf         | Nathalie Tauziat   | 6-0, 6-1      | Tableau |
| 12 | 14-08-1989 | United Jersey Bank Classic, Mahwah   | Tier IV   | 200 000 $ | Dur (ext.) | Steffi Graf         | Andrea Temesvári   | 7-5, 6-2      | Tableau |

### Double
| No | Date       | Nom et lieu du tournoi              | Catégorie | Dotation  | Surface    | Vainqueures                        | Finalistes                         | Score         |         |
| -- | ---------- | ----------------------------------- | --------- | --------- | ---------- | ---------------------------------- | ---------------------------------- | ------------- | ------- |
| 1  | 21-08-1978 | Bergen County Classic Mahwah        |           | 75 000 $  | Dur (ext.) | Ilana Kloss Marise Kruger          | Barbara Potter Pam Whytcross       | 6-3, 6-1      | Tableau |
| 2  | 20-08-1979 | Volvo Tennis Cup Mahwah             |           | 75 000 $  | Dur (ext.) | Tracy Austin Betty Stöve           | Mima Jaušovec Regina Maršíková     | 7-6, 2-6, 6-4 | Tableau |
| 3  | 18-08-1980 | Volvo Women's Cup Mahwah            |           | 100 000 $ | Dur (ext.) | Martina Navrátilová Candy Reynolds | Pam Shriver Betty Stöve            | 4-6, 6-3, 6-1 | Tableau |
| 4  | 24-08-1981 | Volvo Tennis Cup Mahwah             |           | 100 000 $ | Dur (ext.) | Rosie Casals Wendy Turnbull        | Candy Reynolds Betty Stöve         | 6-2, 6-1      | Tableau |
| 5  | 23-08-1982 | Volvo Tennis Cup Mahwah             | Series 3  | 100 000 $ | Dur (ext.) | Barbara Potter Sharon Walsh        | Rosie Casals Wendy Turnbull        | 6-1, 6-4      | Tableau |
| 6  | 22-08-1983 | Virginia Slims of New Jersey Mahwah |           | 125 000 $ | Dur (ext.) | Jo Durie Sharon Walsh              | Rosalyn Fairbank Candy Reynolds    | 4-6, 7-5, 6-3 | Tableau |
| 7  | 13-08-1984 | United Jersey Bank Mahwah           |           | 150 000 $ | Dur (ext.) | Martina Navrátilová Pam Shriver    | Jo Durie Ann Kiyomura              | 7-6, 3-6, 6-2 | Tableau |
| 8  | 12-08-1985 | United Jersey Bank Classic Mahwah   |           | 150 000 $ | Dur (ext.) | Kathy Jordan Elizabeth Smylie      | Claudia Kohde-Kilsch Helena Suková | 7-6, 6-3      | Tableau |
| 9  | 18-08-1986 | United Jersey Bank Classic Mahwah   |           | 150 000 $ | Dur (ext.) | Betsy Nagelsen Elizabeth Smylie    | Steffi Graf Helena Suková          | 7-6, 6-3      | Tableau |
| 10 | 24-08-1987 | United Jersey Bank Classic Mahwah   |           | 150 000 $ | Dur (ext.) | Gigi Fernández Lori McNeil         | Anne Hobbs Elizabeth Smylie        | 6-3, 6-2      | Tableau |
| 11 | 22-08-1988 | United Jersey Bank Classic Mahwah   | Tier IV   | 200 000 $ | Dur (ext.) | Jana Novotná Helena Suková         | Gigi Fernández Robin White         | 6-3, 6-2      | Tableau |
| 12 | 14-08-1989 | United Jersey Bank Classic Mahwah   | Tier IV   | 200 000 $ | Dur (ext.) | Steffi Graf Pam Shriver            | Louise Allen Laura Arraya          | 6-2, 6-4      | Tableau |